# Parcs de les muntanyes Rocoses canadenques
El Parc de les Muntanyes Rocoses Canadenques està ubicat a les muntanyes Rocoses. Va ser declarat Patrimoni de la Humanitat per la UNESCO el 1984. Està format per quatre parcs nacionals del Canadà: 
- Parc Nacional de Banff
- Parc Nacional de Jasper
- Parc Nacional de Kootenay
- Parc Nacional de Yoho

I tres parcs provincials de la Colúmbia Britànica: 
- Parc Provincial Hamber
- Parc Provincial del mont Assiniboine
- Parc Provincial del mont Robson

Els parcs inclouen muntanyes, glaceres i aigües termals i les capçaleres dels principals sistemes fluvials d'Amèrica del Nord, incloent: 
- Riu Saskatchewan
- Riu Athabasca
- Riu Columbia
- Riu Fraser